# Woodward, Pennsylvania
Woodward är en ort i Centre County, Pennsylvania, USA.